# Siegfried Lowitz
Siegfried Lowitz (* 22. September 1914 als Siegfried Wodolowitz in Berlin; † 27. Juni 1999 in München) war ein deutscher Schauspieler.

## Leben
Lowitz’ Eltern waren der Bildhauer Franz Wodolowitz und Hulda Hermine, gebürtige Lindstaedt.
Lowitz verbrachte die ersten Lebensjahre in Berlin. Als er vier Jahre alt war, zog seine Mutter mit ihm nach Amsterdam, um dort als Modeschneiderin zu arbeiten. Nachdem die Mutter an den Folgen von Magenkrebs gestorben war, wuchs er ab dem Alter von sechs Jahren bei seinem Vater und dessen zweiter Frau in Mainz auf. Lowitz absolvierte in Mainz das Rabanus-Maurus-Gymnasium und besuchte anschließend die staatliche Schauspielschule in Frankfurt. Dort gab er 1934 sein Theaterdebüt. Danach spielte er in Mainz, Gießen und Breslau.
1941 wurde Siegfried Lowitz als Grenadier ins Schützen-Regiment 6 der 7. Panzer-Division eingezogen und kämpfte an der Ostfront sowie in Frankreich. 1943 wurde er wegen einer Verletzung, die er sich bei einem Motorradunfall zugezogen hatte, frontuntauglich und aus der Armee entlassen.
Nach dem Krieg begann Lowitz 1946 in München in dem Kabarett „Die Schaubude“. Dort sah ihn der Regisseur und Intendant Heinz Hilpert, der ihn an sein Frankfurter Theater holte. Mit Hilpert ging Lowitz nach Konstanz und später an das Deutsche Theater Göttingen. Von dort wechselte er zu Hans Schweikart  an die Münchner Kammerspiele, deren Ensemblemitglied er von 1950 bis 1956 und dann wieder von 1962 bis 1968 war. Von 1968 bis 1978 gehörte Lowitz dem gleichfalls in München beheimateten Bayerischen Staatsschauspiel an.
In den 1950er und 1960er Jahren wirkte der Schauspieler in vier Edgar-Wallace-Verfilmungen mit: Der Frosch mit der Maske, Der Fälscher von London, Der Hexer und Der unheimliche Mönch. Er stand mehrfach mit Heinz Rühmann vor der Kamera, der dafür sorgte, dass Lowitz die Rolle des Diebes Flambeau im Film Das schwarze Schaf (Pater-Brown-Film, 1960) bekam, weil er mit Lowitz auf Augenhöhe interagieren könne. In dem Fernseh-Klassiker Die Gentlemen bitten zur Kasse war er 1966 als Inspektor Macleod der Gegenspieler von Horst Tappert.
Dies war er auch zweimal in der Serie Derrick, einmal 1974 in der Folge Stiftungsfest, als Familienvater, der eine junge Frau sexuell belästigte und versehentlich tötete, und 1988 in der Folge Eine Art Mord als fieser Raubmörder, der aus Rache seinen eigenen Sohn in den Selbstmord trieb.
1968 erhielt Siegfried Lowitz die Goldene Kamera für die jeweilige Titelrolle in den Literaturverfilmungen Der Trinker nach dem gleichnamigen Roman von Hans Fallada und Biedermann und die Brandstifter nach Max Frisch.
In der deutsch-spanischen Koproduktion Dr. M schlägt zu von 1972 war er in der Rolle des Dr. Orloff zu sehen.
Seine bekannteste Rolle verkörperte er von 1977 bis 1985 in der ZDF-Serie Der Alte, in der er den Kriminalhauptkommissar Erwin Köster in 100 Folgen spielte.
Danach widmete er sich wieder hauptsächlich dem Theater. Von 1994 bis 1997 wirkte er in der Fernsehserie Anna Maria – Eine Frau geht ihren Weg in 26 Folgen in der Rolle des Vaters einer der Hauptfiguren in tragender Funktion mit.

## Privates

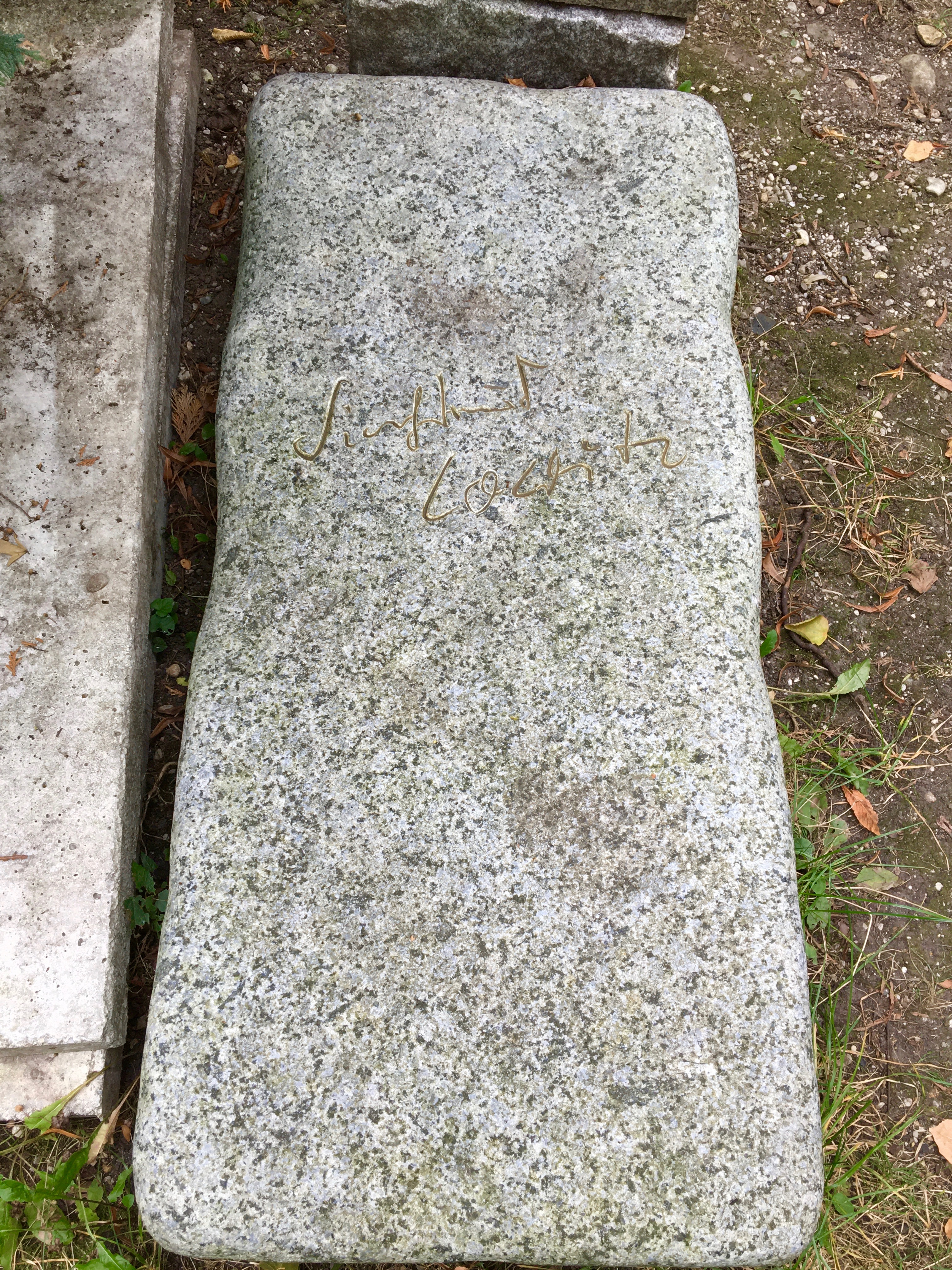
Grabstein von Siegfried Lowitz auf dem Bogenhauser Friedhof in München

Seine zweite Ehefrau Marianne Lowitz (geborene Probst), mit der Siegfried Lowitz seit 1952 verheiratet gewesen ist, war ebenfalls als Schauspielerin tätig und starb 2019. Der an Anämie leidende Lowitz starb bereits 1999 an den Folgen eines Oberschenkelhalsbruchs und wurde auf dem Bogenhausener Friedhof (Grab Nr. 3-3-73a) im Münchener Osten bestattet. Die Grabrede hielt Penny McLean, wobei sie ein Requiem von Hans Christian Meiser las.

## Filmografie

### Kinofilme
- 1954: Meines Vaters Pferde II. Teil Seine dritte Frau
- 1954: Der Engel mit dem Flammenschwert
- 1954: Sauerbruch – Das war mein Leben
- 1955: Gestatten, mein Name ist Cox
- 1955: Es geschah am 20. Juli
- 1955: Solang’ es hübsche Mädchen gibt
- 1955: Hanussen
- 1955: Der Fischer vom Heiligensee
- 1955: Himmel ohne Sterne
- 1956: Regine
- 1956: Weil du arm bist, mußt du früher sterben
- 1956: Der Hauptmann von Köpenick
- 1956: Mein Vater, der Schauspieler
- 1956: Das Sonntagskind
- 1957: Herrscher ohne Krone
- 1957: Rose Bernd
- 1957: Robinson soll nicht sterben
- 1957: Haie und kleine Fische
- 1958: Madeleine und der Legionär
- 1958: Der Arzt von Stalingrad
- 1958: Der Greifer
- 1958: Ich war ihm hörig
- 1958: Gestehen Sie, Dr. Corda!
- 1958: Es geschah am hellichten Tag
- 1958: Der Mann, der nicht nein sagen konnte
- 1958: Der Schinderhannes
- 1959: Der Frosch mit der Maske
- 1960: Soldatensender Calais
- 1960: Das schwarze Schaf
- 1961: Der Fälscher von London
- 1962: Die unsichtbaren Krallen des Dr. Mabuse
- 1962: Ein Toter sucht seinen Mörder
- 1964: Der Hexer
- 1965: Der unheimliche Mönch
- 1972: Dr. M schlägt zu

### Fernsehfilme
- 1954: München – Bilder einer Stadt
- 1954: Meuterei auf der Caine
- 1957: Die Kraft und die Herrlichkeit
- 1957: Mr. Gillie
- 1958: Besuch aus der Zone
- 1959: Bei Anruf Mord
- 1959: Straße der Gerechten
- 1962: Verräterische Spuren
- 1962: Bedaure, falsch verbunden
- 1963: Das tödliche Patent
- 1963: Die zwölf Geschworenen
- 1964: Die Physiker
- 1966: Weiß gibt auf
- 1967: Die Gefährtin
- 1967: Biedermann und die Brandstifter
- 1967: Pauken und Trompeten
- 1967: Ostwind
- 1967: Der Trinker
- 1968: Haus Herzenstod
- 1968: Ich stehe zur Verfügung
- 1968: Was ihr wollt
- 1969: Tagebuch eines Frauenmörders
- 1970: Tartuffe oder Der Betrüger
- 1970: Drei Tage bis Allerseelen
- 1971: Die Weber
- 1971: Auf neutralem Boden
- 1971: Tchao
- 1972: Herr Soldan hat keine Vergangenheit
- 1972: Eine Tote soll ermordet werden
- 1972: Einfach davonsegeln!
- 1972: Der Fall Opa
- 1974: Die See
- 1987: Flohr und die Traumfrau
- 1997: Mein Freund Harvey

### Fernsehserien
- 1960: Es ist soweit
- 1966: Die Gentlemen bitten zur Kasse
- 1968: Babeck
- 1969: Der Kommissar
- 1970: Krebsstation
- 1972: Der Kommissar
- 1973: Der Kommissar
- 1974: Derrick – Stiftungsfest
- 1975: Der Strick um den Hals
- 1977–1986: Der Alte
- 1988: Derrick – Eine Art Mord
- 1992: Allein gegen die Mafia
- 1993: Ein unvergessliches Wochenende
- 1994: Täter unbekannt
- 1994: Birkenhof & Lerchenau
- 1994–1997: Anna Maria – Eine Frau geht ihren Weg

## Hörspiele (Auswahl)
- 1946: Romain Rolland: Ein Spiel von Tod und Liebe – Regie: Theodor Steiner (Radio Frankfurt)
- 1947: Karl Kraus: Die letzten Tage der Menschheit (2 Teile) Sendung von Radio Frankfurt in Zusammenarbeit mit den Städtischen Bühnen Frankfurt am Main – Regie: Theodor Steiner
- 1950: Heinrich von Kleist: Der zerbrochene Krug. Gastspiel des Deutschen Theaters Göttingen – Regie: Heinz Hilpert (NWDR Hamburg)
- 1951: Karl Jakob Hirsch: Der Engel und das Ekel. Ein unterhaltsames Spiel – Regie: Fritz Benscher (BR)
- 1952: Gustav Machaty: Die unheimlichen Spuren – Regie: Gustav Machaty (BR)
- 1953: Carl Zuckmayer: Ulla Winblad oder Musik und Leben des Carl Michael Bellman (Appelstubbe) – Regie: Walter Ohm (BR/RB/SWF)
- 1953: Alix du Frênes: Das Geheimnis von Castilien – Regie: Helmut Brennicke (BR)
- 1954: Paul Alverdes: Tim unter den Piraten (2 Teile) – Regie: Hanns Cremer (BR)
- 1955: George Mikes: Nie wieder Schlaf. Eine moderne Groteske – Regie: Hellmuth Kirchammer (BR)
- 1956: Nikolai Wassiljewitsch Gogol: Die Brautfahrt zu Petersburg – Bearbeitung und Regie: Willy Purucker (BR)
- 1956: Bertolt Brecht: Das Verhör des Lukullus – Regie: Fritz Schröder-Jahn (NDR)
- 1957: Alfred Neumann: Die Goldquelle – Regie: Heinz-Günter Stamm (BR)
- 1958: Willy Purucker: Littledop wartet – Regie: Curt Goetz-Pflug (SFB)
- 1959: Franz Werfel: Das Lied von Bernadette – Regie: Heinz-Günter Stamm (BR)
- 1960: Günter Eich: Meine sieben jungen Freunde – Regie: Gustav Burmester (NDR/BR)
- 1960: Robert Thomas: Die Falle (3 Teile) – Regie: Heinz-Günter Stamm (BR)
- 1961: Edward J. Mason: Gefährliches Geld (6 Teile) – Regie: Walter Netzsch (BR)
- 1962: Theodor Fontane: Unterm Birnbaum – Regie: Fritz Schröder-Jahn (BR/NDR)
- 1963: Thomas Wolfe: Willkommen in Altamont – Regie: Robert Bichler (BR/ORF)
- 1964: Philip Levene: Auftrag für Quentin Barnaby. Aus den Tagebüchern eines Branddetektivs (1. Staffel, Folgen 1–6) (Barnaby) – Regie: Walter Netzsch (BR)
- 1964: Gerhart Hauptmann: Die Ratten – Regie: Walter Ohm (BR)
- 1965: Jan Rys: Aufbruch – Regie: Walter Ohm (BR/SR)
- 1966: Peter Göbbels: Moritat von einem, der rausflog, das Leben zu lernen – Regie: Walter Ohm (BR/HR)
- 1967: Philip Levene: Auftrag für Quentin Barnaby. Aus den Tagebüchern eines Branddetektivs (3. Staffel, Folgen 1–5) (Barnaby) – Regie: Otto Düben (BR/SWF)
- 1968: Gert Hofmann: Ferien in Florida – Regie: Fritz Schröder-Jahn (NDR/BR/SWF)
- 1971: J. B. Priestley: Ein Inspektor kommt – Regie: Walter Ohm (BR)
- 1972: Michal Tonecki: Applaus im leeren Raum – Regie: Fritz Schröder-Jahn (SDR)
- 1973: Allan Ullman, Lucille Fletcher: Falsch verbunden – Regie: Heinz-Günter Stamm (BR)
- 1974: Giles Cooper: Der ungebetene Gast – Regie: Walter Ohm (BR)
- 1974: Iwan Turgenjew: Väter und Söhne – Regie: Gert Westphal (BR/SR)

## Auszeichnungen
- 1968: Goldene Kamera für seine Titelrollen in Der Trinker und Biedermann u. d. Brandstifter
- 1977: Pfeifenraucher des Jahres

## Ehrendes Gedenken
Ab 2002 verlieh die Siegfried-Lowitz-Stiftung für Theater und Schauspielkunst den Siegfried-Lowitz-Preis. Preisträger waren:
- 2002: Heinz Hoenig
- 2003: Mario Adorf
- 2005: Maria Furtwängler

## Autobiographie
- Siegfried Lowitz: Was für ein Leben : Erinnerungen. Unter Mitarbeit von Gerhard Seidl. Olzog, München 2000, ISBN 3-7892-8036-4.
- Siegfried Lowitz: Ich war schon mal der Alte. Ullstein, 1999, ISBN 3-550-06985-5.